# فاصله‌شناسی
فاصله‌شناسی یا فاصله محیطی (به انگلیسی: Proxemics) مطالعه کاربرد انسان از فضا و تأثیر تراکم جمعیت بر رفتار، ارتباطات و برهم‌کنش‌های اجتماعی است.
فاصله‌شناسی یکی از چندین زیرمجموعه در مطالعه ارتباطات غیرکلامی، از جمله لمسی (لمس کردن)، حرکتی (حرکت بدن)، آوایی (فرازبان)، و زمان‌بندی‌شناسی (ساختار زمان) است.

## فاصله میان‌فردی
هال فواصل بین فردی انسان‌ها (فاصله نسبی بین افراد) را در چهار ناحیه متمایز توصیف کرد:

نموداری که فاصله‌های بین فردی ادوارد تی هال از انسان را نشان می‌دهد و شعاع را بر حسب فوت و متر نشان می‌دهد.

- فاصله صمیمی برای در آغوش گرفتن، لمس کردن یا زمزمه کردن
  - فاز نزدیک - کمتر از یک اینچ (۰٫۰۱ تا ۰٫۰۲ متر)
  - فاز دور – ۶ تا ۱۸ اینچ (۰٫۱۵ تا ۰٫۴۶ متر)
- فاصله شخصی برای تعامل بین دوستان خوب یا خانواده
  - فاز نزدیک - ۱٫۵ تا ۲٫۵ فوت (۰٫۴۶ تا ۰٫۷۶ متر)
  - فاز دور - ۲٫۵ تا ۴ فوت (۰٫۷۶ تا ۱٫۲۲ متر)
- فاصله اجتماعی برای تعامل بین آشنایان
  - فاز نزدیک - ۴ تا ۷ فوت (۱٫۲ تا ۲٫۱ متر)
  - فاز دور - ۷ تا ۱۲ فوت (۲٫۱ تا ۳٫۷ متر)
- فاصله عمومی که برای سخنرانی عمومی استفاده می‌شود
  - فاز نزدیک - ۱۲ تا ۲۵ فوت (۳٫۷ تا ۷٫۶ متر)
  - فاز دور – ۲۵ فوت (۷٫۶ متر) یا بیشتر.

## عصب‌روان‌شناسی
- فضای برون‌فردی (Extrapersonal space): فضایی که خارج از دسترس فرد قرار می‌گیرد.
- فضای پیرافردی (Peripersonal space): فضایی که در دسترس هر عضوی از فرد است؛ بنابراین، «در امتداد بازو» بودن به معنای قرار گرفتن در فضای شخصی است.
- فضای پیراپوستی Pericutaneous space: فضایی درست خارج از بدن ما است اما ممکن است نزدیک به لمس آن باشد. میدان‌های ادراکی بصری-لمسی در پردازش این فضا همپوشانی دارند. به عنوان مثال، ممکن است فردی ببیند که پری با پوست وی تماس نمی‌گیرد، اما همچنان احساس غلغلک شدن در بالای دستش را داشته باشد. از نمونه‌های دیگر می‌توان به وزش باد، وزش هوا و عبور گرما اشاره کرد.

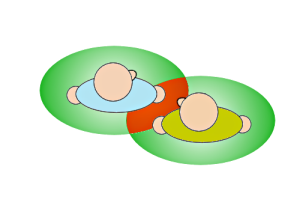
واکنش دو نفر که مناطق فضای شخصی آنها در تضاد است

- قلمرو عمومی: جایی که می‌توان آزادانه وارد آن شد. این نوع قلمرو به ندرت در کنترل همیشگی یک نفر است. با این حال، مردم ممکن است به‌طور موقت صاحب مناطقی از قلمرو عمومی شوند.
- قلمرو تعاملی: مکانی که افراد به‌طور غیررسمی در آن جمع می‌شوند.
- قلمرو خانه: مکانی که افراد به‌طور مداوم بر قلمرو فردی خود کنترل دارند.
- قلمرو بدن: فضایی که بلافاصله بدن ما را دربر گرفته‌است.

این سطوح مختلف قلمرو، علاوه بر عوامل مربوط به فضای شخصی، راه‌هایی را برای برقراری ارتباط و ایجاد انتظارات رفتاری مناسب به ما پیشنهاد می‌کنند.